# The Offsprings diskografi
The Offspring är ett amerikanskt punkrockband från Garden Grove, Kalifornien, grundat 1984. Bandet består av sångaren Dexter Holland, gitarristen Noodles, basisten Todd Morse, multiinstrumentalisten Jonah Nimoy och trumslagaren Brandon Pertzborn. The Offspring har hittills släppt elva studioalbum, fyrtiofem singlar och femtiosju musikvideor, där deras självbetitlade debutalbum släpptes 1989. Detta album nådde som bäst plats 84 på den australiensiska topplistan. Bandets andra studioalbum, Ignition, släpptes 1992 och har uppnått guldstatus i åtminstone tre länder.
The Offsprings genombrott kom 1994 med deras tredje studioalbum, Smash. Detta album nådde plats 1 i Australien samt att det gick in på topp 10 på flera andra länders topplistor. Knappt tre år efter framgångarna med Smash släpptes Ixnay on the Hombre, som inte nådde samma placeringar på topplistorna som föregångaren men som trots detta gick in på topp 10 på flera topplistor världen över. 1998 släppte bandet sitt femte studioalbum, Americana. Detta album rönte stora framgångar och nådde förstaplatsen på flera länders topplistor.
Conspiracy of One, som lanserades 2000, blev också en relativ succé även om det inte var en lika stor kommersiell framgång som föregångaren. 2003 släpptes Splinter, vilket var The Offsprings första studioalbum utan trumslagaren Ron Welty. De två nästkommande albumen, Rise and Fall, Rage and Grace (2008) och Days Go By (2012) blev måttliga kommersiella framgångar och gick in på topp 10 på flera topplistor världen över. 2021 lanserades Let the Bad Times Roll, vilket var det första studioalbum som basisten Greg K. inte medverkade på. Sedan sin debut har The Offspring sålt över 40 miljoner kopior världen över.

## Album

### Studioalbum
| År                                                    | Albuminformation | Högsta listplaceringar | Högsta listplaceringar | Högsta listplaceringar | Högsta listplaceringar | Högsta listplaceringar | Högsta listplaceringar | Högsta listplaceringar | Högsta listplaceringar | Högsta listplaceringar | Högsta listplaceringar | Högsta listplaceringar | Högsta listplaceringar | Högsta listplaceringar | Högsta listplaceringar | Högsta listplaceringar | Högsta listplaceringar | Högsta listplaceringar | Certifikat |
| År                                                    | Albuminformation | AUS                    | BEL                    | FIN                    | FRA                    | ITA                    | KAN                    | NL                     | NOR                    | NZ                     | POR                    | SCH                    | SPA                    | SVE                    | TYS                    | UK                     | USA                    | ÖST                    | Certifikat |
| ----------------------------------------------------- | --- | ---------------------- | ---------------------- | ---------------------- | ---------------------- | ---------------------- | ---------------------- | ---------------------- | ---------------------- | ---------------------- | ---------------------- | ---------------------- | ---------------------- | ---------------------- | ---------------------- | ---------------------- | ---------------------- | ---------------------- | --- |
| 1989                                                  | The Offspring - Släppt: 15 juni 1989 - Skivbolag: Nemesis Records (NEM-006) - Format: LP, CD, kassettband, digital nedladdning                   | 84                     | —                      | —                      | —                      | —                      | —                      | 85                     | —                      | —                      | —                      | —                      | —                      | —                      | —                      | —                      | —                      | —                      | |
| 1992                                                  | Ignition - Släppt: 1 november 1992 - Skivbolag: Epitaph Records (#6424-2) - Format: CD, LP, kassettband, digital nedladdning                     | —                      | —                      | —                      | —                      | —                      | —                      | —                      | —                      | —                      | —                      | —                      | —                      | —                      | —                      | —                      | —                      | —                      | - Australien: Guld - Kanada: Guld - USA: Guld |
| 1994                                                  | Smash - Släppt: 27 maj 1994 - Skivbolag: Epitaph Records (#6432-2) - Format: CD, LP, kassettband, digital nedladdning                            | 1                      | 2                      | 2                      | 108                    | —                      | 3                      | 5                      | 9                      | 6                      | —                      | 3                      | —                      | 3                      | 4                      | 21                     | 4                      | 2                      | - Kanada: 6× platina - USA: 6× platina - Australien: 4× platina - Japan: Platina - Schweiz: Platina - Storbritannien: Platina - Sverige: Platina - Norge: Guld - Österrike: Guld |
| 1997                                                  | Ixnay on the Hombre - Släppt: 1 februari 1997 - Skivbolag: Epitaph Records (#6487-2) - Format: CD, LP, kassettband, digital nedladdning          | 2                      | 19                     | 2                      | 3                      | —                      | 3                      | 8                      | 9                      | 2                      | —                      | 10                     | —                      | 4                      | 15                     | 17                     | 9                      | 3                      | - Australien: 2× platina - Kanada: 2× platina - Japan: Platina - USA: Platina - Finland: Guld - Spanien: Guld - Storbritannien: Guld |
| 1998                                                  | Americana - Släppt: 23 november 1998 - Skivbolag: Columbia (COL 4916562) - Format: CD, LP, kassettband, minidisc, digital nedladdning            | 1                      | 4                      | 2                      | 2                      | —                      | 3                      | 6                      | 2                      | 1                      | —                      | 5                      | —                      | 1                      | 5                      | 10                     | 2                      | 1                      | - Kanada: 8× platina - Australien: 5× platina - USA: 5× platina - Nya Zeeland: 4× platina - Frankrike: 2× platina - Sverige: 2× platina - Brasilien: Platina - Finland: Platina - Japan: Platina - Norge: Platina - Polen: Platina - Schweiz: Platina - Storbritannien: Platina - Österrike: Platina - Argentina: Guld - Mexiko: Guld - Tyskland: Guld |
| 2000                                                  | Conspiracy of One - Släppt: 13 november 2000 - Skivbolag: Columbia (COL 4984812) - Format: CD, LP, kassettband, minidisc, digital nedladdning    | 4                      | 18                     | 4                      | 3                      | 12                     | 4                      | 32                     | 11                     | 11                     | —                      | 4                      | —                      | 8                      | 8                      | 12                     | 9                      | 5                      | - Australien: 2× platina - Kanada: 2× platina - Japan: Platina - Nya Zeeland: Platina - Schweiz: Platina - Spanien: Platina - Storbritannien: Platina - USA: Platina - Frankrike: 2× guld - Belgien: Guld - Finland: Guld - Sverige: Guld - Tyskland: Guld - Österrike: Guld                                                                           |
| 2003                                                  | Splinter - Släppt: 1 december 2003 - Skivbolag: Columbia (#5122012) - Format: CD, LP, kassettband, digital nedladdning                           | 12                     | 70                     | 33                     | 19                     | —                      | —                      | 98                     | —                      | 27                     | —                      | 13                     | —                      | 56                     | 31                     | 27                     | 30                     | 10                     | - Australien: Platina - Frankrike: Guld - Japan: Guld - Schweiz: Guld - USA: Guld - Storbritannien: Silver |
| 2008                                                  | Rise and Fall, Rage and Grace - Släppt: 18 juni 2008 - Skivbolag: Columbia (#88697029082) - Format: CD, LP, digital nedladdning                  | 3                      | 36                     | 12                     | 6                      | —                      | 4                      | 73                     | —                      | 9                      | 24                     | 5                      | 43                     | 52                     | 13                     | 39                     | 10                     | 7                      | - Kanada: Platina - Australien: Guld - Japan: Guld |
| 2012                                                  | Days Go By - Släppt: 27 juni 2012 - Skivbolag: Columbia (#88697647632) - Format: CD, digital nedladdning                                         | 7                      | 95                     | 34                     | 18                     | —                      | 4                      | 56                     | —                      | 17                     | 24                     | 8                      | 22                     | 57                     | 5                      | 43                     | 12                     | 6                      | |
| 2021                                                  | Let the Bad Times Roll - Släppt: 16 april 2021 - Skivbolag: Concord Records (#00888072230095) - Format: CD, LP, kassettband, digital nedladdning | 2                      | 4                      | 10                     | 7                      | 29                     | 16                     | 38                     | —                      | —                      | 11                     | 4                      | 13                     | —                      | 5                      | 3                      | 27                     | 1                      | |
| 2024                                                  | Supercharged - Släppt: 11 oktober 2024 - Skivbolag: Concord Records - Format:                                                                    | —                      | —                      | —                      | —                      | —                      | —                      | —                      | —                      | —                      | —                      | —                      | —                      | —                      | —                      | —                      | —                      | —                      | |
| "—" betecknar att albumet inte tog sig upp på listan. | |                        |                        |                        |                        |                        |                        |                        |                        |                        |                        |                        |                        |                        |                        |                        |                        |                        | |

### Samlingsalbum
| År                                                    | Albuminformation | Högsta listplaceringar | Högsta listplaceringar | Högsta listplaceringar | Högsta listplaceringar | Högsta listplaceringar | Högsta listplaceringar | Högsta listplaceringar | Högsta listplaceringar | Högsta listplaceringar | Högsta listplaceringar | Högsta listplaceringar | Högsta listplaceringar | Högsta listplaceringar | Högsta listplaceringar | Certifikat |
| År                                                    | Albuminformation | AUS                    | BEL                    | FIN                    | KAN                    | NL                     | NZ                     | POR                    | SCH                    | SPA                    | SVE                    | TYS                    | UK                     | USA                    | ÖST                    | Certifikat |
| ----------------------------------------------------- | --- | ---------------------- | ---------------------- | ---------------------- | ---------------------- | ---------------------- | ---------------------- | ---------------------- | ---------------------- | ---------------------- | ---------------------- | ---------------------- | ---------------------- | ---------------------- | ---------------------- | --- |
| 2005                                                  | Greatest Hits - Släppt: 29 juni 2005 - Skivbolag: Columbia (COL 5187463) - Format: CD, DualDisc, digital nedladdning | 2                      | 17                     | 1                      | 6                      | 38                     | 1                      | 24                     | 5                      | 24                     | 24                     | 23                     | 14                     | 8                      | 6                      | - Australien: 3× platina - Japan: Platina - Kanada: Platina - Frankrike: Guld - Schweiz: Guld - Storbritannien: Guld - USA: Guld |
| 2010                                                  | Happy Hour! - Släppt: 4 augusti 2010 - Skivbolag: Sony Music Japan (SICP 2727) - Format: CD                          | —                      | —                      | —                      | —                      | —                      | —                      | —                      | —                      | —                      | —                      | —                      | —                      | —                      | —                      | |
| "—" betecknar att albumet inte tog sig upp på listan. | |                        |                        |                        |                        |                        |                        |                        |                        |                        |                        |                        |                        |                        |                        | |

## Samlingsboxar
| År   | Boxinformation |
| ---- | --- |
| 1999 | The Offspring Collection - Släppt: 7 september 1999 - Skivbolag: Musicrama Records (OFFBX1), Epitaph Records, Phantom - Format: CD |

## EP-skivor
| År   | Albuminformation                                                                                   |
| ---- | -------------------------------------------------------------------------------------------------- |
| 1991 | Baghdad - Släppt: 1991 - Skivbolag: Nemesis Records (NEM-038) - Format: LP                         |
| 1991 | They Were Born to Kill - Släppt: 1991 - Skivbolag: Inget skivbolag (REN 13) - Format: LP           |
| 1997 | Club Me - Släppt: 1 januari 1997 - Skivbolag: Inget skivbolag - Format: CD                         |
| 1998 | A Piece of Americana - Släppt: 17 november 1998 - Skivbolag: Columbia (CSK 41614) - Format: CD     |
| 2014 | Summer Nationals - Släppt: 5 augusti 2014 - Skivbolag: Time Bomb - Format: Digital nedladdning     |
| 2021 | Gone Away EP - Släppt: 11 november 2021 - Skivbolag: Concord Records - Format: Digital nedladdning |

## Singelskivor

### Singlar
| År                                                    | Titel                                                    | Högsta listplaceringar | Högsta listplaceringar | Högsta listplaceringar | Högsta listplaceringar | Högsta listplaceringar | Högsta listplaceringar | Högsta listplaceringar | Högsta listplaceringar | Högsta listplaceringar | Högsta listplaceringar | Högsta listplaceringar | Högsta listplaceringar | Högsta listplaceringar | Högsta listplaceringar | Högsta listplaceringar | Högsta listplaceringar | Högsta listplaceringar | Högsta listplaceringar | Certifikat | Album                                   |
| År                                                    | Titel                                                    | AUS                    | FIN                    | FRA                    | ITA                    | KAN                    | NL                     | NOR                    | NZ                     | SCH                    | SPA                    | SVE                    | TYS                    | UK                     | USA                    | USA                    | USA                    | USA                    | ÖST                    | Certifikat | Album                                   |
| ----------------------------------------------------- | -------------------------------------------------------- | ---------------------- | ---------------------- | ---------------------- | ---------------------- | ---------------------- | ---------------------- | ---------------------- | ---------------------- | ---------------------- | ---------------------- | ---------------------- | ---------------------- | ---------------------- | ---------------------- | ---------------------- | ---------------------- | ---------------------- | ---------------------- | --- | --------------------------------------- |
| 1986                                                  | "I'll Be Waiting"/"Blackball"                            | —                      | —                      | —                      | —                      | —                      | —                      | —                      | —                      | —                      | —                      | —                      | —                      | —                      | —                      | —                      | —                      | —                      | —                      | | The Offspring                           |
| 1994                                                  | "Come Out and Play (Keep 'Em Separated)"                 | 8                      | —                      | 14                     | —                      | 43                     | 32                     | —                      | —                      | —                      | —                      | 23                     | —                      | —                      | 1                      | 38                     | 10                     | 39                     | —                      | - Australien: Platina | Smash                                   |
| 1994                                                  | "Self Esteem"                                            | 6                      | —                      | 20                     | —                      | 34                     | 4                      | 1                      | 39                     | —                      | —                      | 1                      | —                      | 37                     | 4                      | 45                     | 7                      | —                      | 4                      | - Norge: Platina - Australien: Guld - Sverige: Guld                                                                             | Smash                                   |
| 1995                                                  | "Gotta Get Away"                                         | —                      | —                      | —                      | —                      | 32                     | 33                     | 18                     | —                      | —                      | —                      | 26                     | —                      | 43                     | 6                      | 58                     | 15                     | —                      | 36                     | | Smash                                   |
| 1995                                                  | "Smash It Up"                                            | —                      | —                      | —                      | —                      | 7                      | —                      | —                      | —                      | —                      | —                      | —                      | —                      | —                      | 16                     | 47                     | —                      | —                      | —                      | Batman Forever-soundtrack |                                         |
| 1996                                                  | "All I Want"                                             | 15                     | 6                      | —                      | —                      | 6                      | 51                     | 6                      | 27                     | —                      | —                      | 36                     | —                      | 31                     | 13                     | 65                     | 18                     | —                      | 25                     | Ixnay on the Hombre |                                         |
| 1997                                                  | "Gone Away"                                              | 16                     | —                      | —                      | —                      | 6                      | 93                     | —                      | 35                     | —                      | —                      | —                      | —                      | 42                     | 4                      | 50                     | 1                      | —                      | —                      | Ixnay on the Hombre | - Australien: Guld                      |
| 1997                                                  | "The Meaning of Life"                                    | —                      | —                      | —                      | —                      | —                      | —                      | —                      | —                      | —                      | —                      | —                      | —                      | —                      | —                      | —                      | —                      | —                      | —                      | Ixnay on the Hombre |                                         |
| 1997                                                  | "I Choose"                                               | —                      | —                      | —                      | —                      | 66                     | —                      | —                      | —                      | —                      | —                      | —                      | —                      | —                      | 24                     | —                      | 5                      | —                      | —                      | Ixnay on the Hombre |                                         |
| 1998                                                  | "Pretty Fly (for a White Guy)"                           | 1                      | 1                      | 10                     | —                      | 3                      | 1                      | 1                      | —                      | 4                      | —                      | 1                      | 2                      | 1                      | 3                      | 53                     | 5                      | 13                     | 2                      | - Australien: 4× platina - Sverige: 3× platina - Norge: 2× platina - Storbritannien: Platina - Tyskland: Guld - Österrike: Guld | Americana                               |
| 1999                                                  | "Why Don't You Get a Job?"                               | 2                      | —                      | 29                     | —                      | 4                      | 6                      | 6                      | 4                      | 24                     | —                      | 2                      | 16                     | 2                      | 4                      | 74                     | 10                     | 21                     | 16                     | - Australien: 2× platina - Sverige: Guld - Storbritannien: Silver                                                               | Americana                               |
| 1999                                                  | "The Kids Aren't Alright"                                | —                      | —                      | 32                     | —                      | 14                     | 29                     | —                      | 39                     | —                      | —                      | 16                     | 45                     | 11                     | 6                      | —                      | 11                     | —                      | —                      | - USA: Platina - Storbritannien: Guld                                                                                           | Americana                               |
| 1999                                                  | "She's Got Issues"                                       | —                      | —                      | —                      | —                      | —                      | 89                     | —                      | —                      | 60                     | —                      | 59                     | —                      | 41                     | 11                     | —                      | 19                     | —                      | —                      | | Americana                               |
| 2000                                                  | "Original Prankster"                                     | 5                      | 12                     | 34                     | 11                     | 5                      | 44                     | 7                      | 34                     | 20                     | —                      | 5                      | 46                     | 6                      | 2                      | 70                     | 7                      | —                      | —                      | - Australien: Platina | Conspiracy of One                       |
| 2000                                                  | "Want You Bad"                                           | 35                     | —                      | —                      | —                      | —                      | —                      | —                      | —                      | 45                     | —                      | 50                     | —                      | 15                     | 10                     | —                      | 23                     | —                      | 67                     | | Conspiracy of One                       |
| 2001                                                  | "Million Miles Away"                                     | —                      | —                      | —                      | —                      | —                      | —                      | —                      | —                      | 97                     | —                      | —                      | —                      | 21                     | —                      | —                      | —                      | —                      | —                      | | Conspiracy of One                       |
| 2001                                                  | "Defy You"                                               | —                      | —                      | —                      | 17                     | —                      | —                      | —                      | —                      | 52                     | —                      | —                      | 62                     | —                      | 8                      | 77                     | 8                      | —                      | 54                     | Orange County-soundtrack |                                         |
| 2003                                                  | "Hit That"                                               | 13                     | 13                     | 32                     | 19                     | —                      | 60                     | —                      | 24                     | 57                     | —                      | —                      | 31                     | 11                     | 1                      | 64                     | 6                      | —                      | 21                     | - Australien: Guld | Splinter                                |
| 2004                                                  | "(Can't Get My) Head Around You"                         | —                      | —                      | —                      | —                      | —                      | —                      | —                      | —                      | —                      | —                      | —                      | —                      | 48                     | 6                      | —                      | 16                     | —                      | —                      | | Splinter                                |
| 2004                                                  | "Spare Me the Details"                                   | —                      | —                      | —                      | —                      | —                      | —                      | —                      | 31                     | —                      | —                      | —                      | —                      | —                      | —                      | —                      | —                      | —                      | —                      | | Splinter                                |
| 2005                                                  | "Can't Repeat"                                           | —                      | —                      | —                      | —                      | —                      | —                      | —                      | —                      | —                      | —                      | —                      | —                      | —                      | 9                      | —                      | 10                     | —                      | —                      | Greatest Hits |                                         |
| 2008                                                  | "Hammerhead"                                             | —                      | —                      | —                      | —                      | 53                     | —                      | —                      | —                      | —                      | —                      | —                      | —                      | —                      | 2                      | —                      | —                      | —                      | —                      | Rise and Fall, Rage and Grace                                                                                                   |                                         |
| 2008                                                  | "You're Gonna Go Far, Kid"                               | —                      | —                      | —                      | —                      | 25                     | —                      | —                      | 28                     | —                      | 19                     | —                      | 67                     | —                      | 1                      | 63                     | —                      | —                      | —                      | Rise and Fall, Rage and Grace                                                                                                   | - USA: Platina - Storbritannien: Silver |
| 2009                                                  | "Half-Truism"                                            | —                      | —                      | —                      | —                      | —                      | —                      | —                      | —                      | —                      | —                      | —                      | —                      | —                      | 21                     | —                      | —                      | —                      | —                      | Rise and Fall, Rage and Grace                                                                                                   |                                         |
| 2012                                                  | "Days Go By"                                             | —                      | —                      | —                      | —                      | 88                     | —                      | —                      | —                      | —                      | —                      | —                      | —                      | —                      | —                      | —                      | 7                      | —                      | —                      | Days Go By |                                         |
| 2012                                                  | "Cruising California (Bumpin' in My Trunk)"              | 52                     | —                      | —                      | —                      | —                      | —                      | —                      | —                      | —                      | —                      | —                      | —                      | —                      | —                      | —                      | —                      | —                      | —                      | Days Go By |                                         |
| 2012                                                  | "Turning Into You"                                       | —                      | —                      | —                      | —                      | —                      | —                      | —                      | —                      | —                      | —                      | —                      | —                      | —                      | 39                     | —                      | —                      | —                      | —                      | Days Go By |                                         |
| 2015                                                  | "Coming for You"                                         | —                      | —                      | —                      | —                      | 4                      | —                      | —                      | —                      | —                      | —                      | —                      | —                      | —                      | 16                     | —                      | 1                      | —                      | —                      | Let the Bad Times Roll |                                         |
| 2020                                                  | "Christmas (Baby Please Come Home)"                      | —                      | —                      | —                      | —                      | —                      | —                      | —                      | —                      | —                      | —                      | —                      | —                      | —                      | —                      | —                      | —                      | —                      | —                      | Inget album |                                         |
| 2020                                                  | "Huck It"                                                | —                      | —                      | —                      | —                      | —                      | —                      | —                      | —                      | —                      | —                      | —                      | —                      | —                      | —                      | —                      | —                      | —                      | —                      | Conspiracy of One |                                         |
| 2021                                                  | "Let the Bad Times Roll"                                 | —                      | —                      | —                      | —                      | 1                      | —                      | —                      | —                      | —                      | —                      | —                      | —                      | —                      | 10                     | —                      | 1                      | —                      | —                      | Let the Bad Times Roll |                                         |
| 2021                                                  | "We Never Have Sex Anymore"                              | —                      | —                      | —                      | —                      | —                      | —                      | —                      | —                      | —                      | —                      | —                      | —                      | —                      | —                      | —                      | —                      | —                      | —                      | Let the Bad Times Roll |                                         |
| 2021                                                  | "This Is Not Utopia"                                     | —                      | —                      | —                      | —                      | —                      | —                      | —                      | —                      | —                      | —                      | —                      | —                      | —                      | —                      | —                      | —                      | —                      | —                      | Let the Bad Times Roll |                                         |
| 2022                                                  | "Behind Your Walls"                                      | —                      | —                      | —                      | —                      | —                      | —                      | —                      | —                      | —                      | —                      | —                      | —                      | —                      | 34                     | —                      | 28                     | —                      | —                      | Let the Bad Times Roll |                                         |
| 2022                                                  | "Bells Will Be Ringing (Please Come Home for Christmas)" | —                      | —                      | —                      | —                      | —                      | —                      | —                      | —                      | —                      | —                      | —                      | —                      | —                      | —                      | —                      | —                      | —                      | —                      | Inget album |                                         |
| 2024                                                  | "Make It All Right"                                      | —                      | —                      | —                      | —                      | —                      | —                      | —                      | —                      | —                      | —                      | —                      | —                      | —                      | —                      | —                      | —                      | —                      | —                      | Supercharged |                                         |
| 2024                                                  | "Light It Up"                                            | —                      | —                      | —                      | —                      | —                      | —                      | —                      | —                      | —                      | —                      | —                      | —                      | —                      | —                      | —                      | —                      | —                      | —                      | Supercharged |                                         |
| 2024                                                  | "Come to Brazil"                                         | —                      | —                      | —                      | —                      | —                      | —                      | —                      | —                      | —                      | —                      | —                      | —                      | —                      | —                      | —                      | —                      | —                      | —                      | Supercharged |                                         |
| 2024                                                  | "Ok, But This Is the Last Time"                          | —                      | —                      | —                      | —                      | —                      | —                      | —                      | —                      | —                      | —                      | —                      | —                      | —                      | —                      | —                      | —                      | —                      | —                      | Supercharged |                                         |
| 2025                                                  | "Looking Out for #1"                                     | —                      | —                      | —                      | —                      | —                      | —                      | —                      | —                      | —                      | —                      | —                      | —                      | —                      | —                      | —                      | —                      | —                      | —                      | Supercharged |                                         |
| "—" betecknar att singeln inte tog sig upp på listan. |                                                          |                        |                        |                        |                        |                        |                        |                        |                        |                        |                        |                        |                        |                        |                        |                        |                        |                        |                        | |                                         |

### Radio- och promosinglar
| År                                                    | Titel                         | Högsta listplaceringar | Högsta listplaceringar | Album                         |
| År                                                    | Titel                         | USA                    | USA                    | Album                         |
| ----------------------------------------------------- | ----------------------------- | ---------------------- | ---------------------- | ----------------------------- |
| 1995                                                  | "Bad Habit"                   | —                      | —                      | Smash                         |
| 1995                                                  | "Kick Him When He's Down"     | 22                     | —                      | Ignition                      |
| 2000                                                  | "Totalimmortal"               | 27                     | 36                     | Mina jag & Irene-soundtrack   |
| 2005                                                  | "Next to You"                 | —                      | 29                     | Greatest Hits                 |
| 2008                                                  | "Kristy, Are You Doing Okay?" | 7                      | —                      | Rise and Fall, Rage and Grace |
| "—" betecknar att singeln inte tog sig upp på listan. |                               |                        |                        |                               |

## Videoalbum
| År   | Albuminformation                                                                                           | Certifikat                                       |
| ---- | --- | ------------------------------------------------ |
| 1998 | Americana - Släppt: 14 november 1998 - Skivbolag: Nitro Records, Columbia (#22965) - Format: VHS, DVD      |                                                  |
| 2001 | Huck It - Släppt: 5 februari 2001 - Skivbolag: Columbia (CV 50240/CVD 50240) - Format: VHS, DVD            |                                                  |
| 2005 | Complete Music Video Collection - Släppt: 18 juli 2005 - Skivbolag: Columbia (#2026739) - Format: DVD, UMD | - Australien: Platina - Kanada: Guld - USA: Guld |

## Musikvideor
| År   | Titel                                                                             | Regissör(er)                        |
| ---- | --------------------------------------------------------------------------------- | ----------------------------------- |
| 1994 | "Come Out and Play (Keep 'Em Separated)"                                          | Darren John Lavett                  |
| 1995 | "Self Esteem"                                                                     | Darren John Lavett                  |
| 1995 | "Gotta Get Away"                                                                  | Samuel Bayer                        |
| 1997 | "All I Want"                                                                      | David Yow                           |
| 1997 | "Gone Away"                                                                       | Nigel Dick                          |
| 1997 | "The Meaning of Life"                                                             | Kevin Kerslake                      |
| 1997 | "I Choose"                                                                        | Dexter Holland                      |
| 1998 | "Pretty Fly (for a White Guy)"                                                    | McG                                 |
| 1998 | "Burn It Up"                                                                      | —                                   |
| 1998 | "Cool to Hate"                                                                    | —                                   |
| 1998 | "Mota"                                                                            | —                                   |
| 1999 | "Why Don't You Get a Job?"                                                        | McG                                 |
| 1999 | "The Kids Aren't Alright"                                                         | Yariv Gaber                         |
| 1999 | "She's Got Issues"                                                                | Jonathan Dayton och Valerie Faris   |
| 2000 | "Original Prankster"                                                              | Dave Meyers                         |
| 2001 | "Want You Bad"                                                                    | Spencer Susser                      |
| 2001 | "Million Miles Away"                                                              | Jennifer Lebeau                     |
| 2001 | "Defy You"                                                                        | Dave Meyers                         |
| 2003 | "Da Hui"                                                                          | Paul Cobb                           |
| 2004 | "Hit That"                                                                        | John Williams och David Lea         |
| 2004 | "(Can't Get My) Head Around You"                                                  | Joseph Kahn                         |
| 2005 | "Can't Repeat"                                                                    | Ramon & Pedro                       |
| 2008 | "Hammerhead"                                                                      | Teqtonik                            |
| 2008 | "You're Gonna Go Far, Kid"                                                        | Chris Hopewell                      |
| 2009 | "Kristy, Are You Doing Okay?"                                                     | Lex Halaby                          |
| 2009 | "Stuff Is Messed Up"                                                              | F. Scott Schafer och Sean Evans     |
| 2012 | "Days Go By"                                                                      | Lex Halaby                          |
| 2012 | "Cruising California (Bumpin' in My Trunk)"                                       | Mickey Finnegan                     |
| 2013 | "Gone Away"                                                                       | Jared Sagal                         |
| 2014 | "Dividing by Zero"/"Slim Pickens Does the Right Thing and Rides the Bomb to Hell" | Anthony Francisco Schepperd         |
| 2015 | "Coming for You"                                                                  | Josh Forbes                         |
| 2020 | "Here Kitty Kitty"                                                                | —                                   |
| 2020 | "Huck It"                                                                         | Paul Cobb                           |
| 2020 | "Christmas (Baby Please Come Home)"                                               | —                                   |
| 2021 | "Let the Bad Times Roll"                                                          | Michael Perlmutter och David Austin |
| 2021 | "Let the Bad Times Roll"                                                          | Marc Klasfeld                       |
| 2021 | "This Is Not Utopia"                                                              | —                                   |
| 2021 | "The Opioid Diaries"                                                              | —                                   |
| 2021 | "Behind Your Walls"                                                               | —                                   |
| 2021 | "Army of One"                                                                     | —                                   |
| 2021 | "Hassan Chop"                                                                     | —                                   |
| 2021 | "We Never Have Sex Anymore"                                                       | —                                   |
| 2021 | "We Never Have Sex Anymore"                                                       | F. Scott Schafer                    |
| 2021 | "Breaking These Bones"                                                            | —                                   |
| 2021 | "In the Hall of the Mountain King"                                                | —                                   |
| 2021 | "Behind Your Walls"                                                               | —                                   |
| 2021 | "This Is Not Utopia"                                                              | Samuel Bayer                        |
| 2021 | "Lullaby"                                                                         | —                                   |
| 2021 | "Gone Away"                                                                       | —                                   |
| 2021 | "The Opioid Diaries"                                                              | Daveed Benito                       |
| 2022 | "Behind Your Walls"                                                               | Jeb Hardwick                        |
| 2024 | "Make It All Right"                                                               | —                                   |
| 2024 | "Make It All Right"                                                               | Margaret Bialis                     |
| 2024 | "Ok, But This Is the Last Time"                                                   | —                                   |
| 2024 | "Looking Out for #1"                                                              | —                                   |
| 2025 | "Ok, But This Is the Last Time"                                                   | Marc Klasfeld                       |
| 2025 | "Come to Brazil"                                                                  | CiRCUS HEaD och Josh Kim            |

### Planerade musikvideor
| År   | Titel              | Regissör(er) |
| ---- | ------------------ | ------------ |
| 2012 | "Turning Into You" | Bill Fishman |

## Soundtracks
| År   | Titel                | Verk                                           |
| ---- | -------------------- | ---------------------------------------------- |
| 1984 | "Hopeless"           | We Got Power, Vol. 2 - Party Animal (album)    |
| 1991 | "52 Girls"           | Contains No Caffeine (album)                   |
| 1991 | "Take It Like a Man" | The Big One: San Francisco/Los Angeles (album) |
| 1995 | "Smash It Up"        | Batman Forever (film)                          |
| 1996 | "Hey Joe"            | Go Ahead Punk... Make My Day (album)           |
| 1997 | "D.U.I."             | Jag vet vad du gjorde förra sommaren (film)    |
| 1999 | "Hand Grenades"      | Short Music for Short People (album)           |
| 1999 | "Beheaded '99"       | Idle Hands (film)                              |
| 1999 | "I Wanna Be Sedated" | Idle Hands (film)                              |
| 2000 | "Bloodstains"        | Ready to Rumble (film)                         |
| 2000 | "Totalimmortal"      | Mina jag & Irene (film)                        |
| 2002 | "Defy You"           | Orange County (film)                           |
| 2004 | "Baghdad"            | Rock Against Bush, Vol. 1 (album)              |
| 2005 | "Mission from God"   | Punk-O-Rama, Vol. 10 (album)                   |
| 2016 | "Sharknado"          | Sharknado 4: The 4th Awakens (film)            |

## Datorspel
| År   | Spelinformation |
| ---- | --- |
| 2012 | The Offspring: Rock Prodigy - Släppt: 16 februari 2012 - Utvecklare: The Way of H, Inc. - Utgivare: Itunes - Format: Nedladdning |
| 2019 | World of Tanks: Pretty Fly - Släppt: 1 oktober 2019 - Utvecklare: Wargaming Minsk - Utgivare: Wargaming - Format: Nedladdning    |

## Demoutgivningar

### Obetitlad demokassett (1984/1985)
Denna demoutgivning, som spelades in antingen 1984 eller 1985, fick utbredd uppmärksamhet i april 2014. Det är en av få utgivningar som bandet gav ut under namnet Manic Subsidal.

### 5 Songs(1986)
Denna demoutgivning, som släpptes i maj 1986, läckte ut på internet i februari 2017.
| Låtnummer | Titel              | Längd |
| --------- | ------------------ | ----- |
| 1         | "Ballroom Blitz"   | 2:11  |
| 2         | "I'll Be Waiting"  | 3:32  |
| 3         | "Halloween"        | 3:08  |
| 4         | "The Prophecy"     | 3:19  |
| 5         | "Call It Religion" | 2:02  |

### 7 Songs(1986)
Denna demoutgivning, som släpptes i juni 1986, fick utbredd uppmärksamhet i juni 2015.
| Låtnummer | Titel                               |
| --------- | ----------------------------------- |
| 1         | "Blackball"                         |
| 2         | "It's Quick It's Easy It's the Law" |
| 3         | "Call It Religion"                  |
| 4         | "Ballroom Blitz"                    |
| 5         | "Halloween"                         |
| 6         | "I'll Be Waiting"                   |
| 7         | "The Prophecy"                      |

### 6 Songs(1986)
Denna demoutgivning, som släpptes i juli 1986, fick utbredd uppmärksamhet i juni 2011. Låtarna på demoutgivningen läckte sedan ut på internet den 10 november samma år.
| Låtnummer | Titel                               | Längd |
| --------- | ----------------------------------- | ----- |
| 1         | "Blackball"                         | 3:24  |
| 2         | "It's Quick It's Easy It's the Law" | 2:19  |
| 3         | "Call It Religion"                  | 2:01  |
| 4         | "Ballroom Blitz"                    | 2:10  |
| 5         | "Halloween"                         | 3:06  |
| 6         | "I'll Be Waiting"                   | 3:35  |

### Tehran(1988)
Sida A
| Låtnummer | Titel        | Längd |
| --------- | ------------ | ----- |
| 1         | "Tehran"     | 3:12  |
| 2         | "Crossroads" | 2:28  |

Sida B
| Låtnummer | Titel                   | Längd |
| --------- | ----------------------- | ----- |
| 3         | "Jennifer Lost the War" | 2:44  |
| 4         | "Out on Patrol"         | 2:45  |

### Obetitlad demokassett (1991)
Innan The Offspring blev signade till Epitaph Records spelade de in en demokassett med fyra låtar på åt skivbolaget. Den enda av låtarna på denna demokassett som är känd för allmänheten är en tidig version av "Session", som enligt Holland fick Epitaph Records att signa bandet.

### Obetitlad demokassett (1993)
Denna demoutgivning, som spelades in under 1993, fick utbredd uppmärksamhet i april 2014. Demokassetten låg till grund för The Offsprings album Smash.
Sida A
| Låtnummer | Titel                     |
| --------- | ------------------------- |
| 1         | "In Colorado"             |
| 2         | "Genocide"                |
| 3         | "Man on a Wheel"          |
| 4         | "It'll Be a Long Time"    |
| 5         | "Really, Really Punk"     |
| 6         | "Something to Believe In" |
| 7         | "Killboy"                 |
| 8         | "Bad Habit"               |

Sida B
| Låtnummer | Titel             |
| --------- | ----------------- |
| 9         | "Cogs"            |
| 10        | "I'm Not the One" |
| 11        | "Old Slow One"    |

### Som medverkande artist

#### Purely Man's Loss(1980-talet)
Denna demoutgivning, som släpptes någon gång under 1980-talet av skivbolaget PML, är även känd som Police Mass Lynchin's eller Peasant Mobs for Liberty.
| Låtnummer | Titel       |
| --------- | ----------- |
| 20        | "Blackball" |

#### Subject to Blackout(1986)
Denna demoutgivning, som släpptes 1986 av skivbolaget Newforce, fick utbredd uppmärksamhet i april 2011. Låtarna på demoutgivningen läckte sedan ut på internet den 4 juni samma år.
| Låtnummer | Titel              |
| --------- | ------------------ |
| 10        | "Call It Religion" |
| 11        | "Halloween"        |
| 12        | "Fire and Ice"     |